# Cantó de Boën-sur-Lignon
El cantó de Boën-sur-Lignon és un cantó francès del departament del Loira, situat al districte de Montbrison. Té 18 municipis i el cap és Boën-sur-Lignon.

## Municipis
- Ailleux
- Arthun
- Boën-sur-Lignon
- Bussy-Albieux
- Cezay
- Débats-Rivière-d'Orpra
- L'Hôpital-sous-Rochefort
- Leigneux
- Marcilly-le-Châtel
- Marcoux
- Montverdun
- Pralong
- Sainte-Agathe-la-Bouteresse
- Sainte-Foy-Saint-Sulpice
- Saint-Étienne-le-Molard
- Saint-Laurent-Rochefort
- Saint-Sixte
- Trelins

## Història
| Data d'elecció                           | Identitat            | Partit                                             | Qualitat |
| ---------------------------------------- | -------------------- | -------------------------------------------------- | -------- |
| 1949-1970                                | Michel Jacquet       | CNI, després RI                                    |          |
| 1970-1976                                | Robert Varinier      | PSU                                                |          |
| 1976-1982                                | Jean-Pierre Blanchet | Divers droite                                      |          |
| 1982-1988                                | André Roche          | Divers droite                                      |          |
| 1988-                                    | Lucien Moullier      | PS, després GE, després Divers droite, després PRG |          |
| les dades anteriors no són pas conegudes |                      |                                                    |          |
|                                          |                      |                                                    |          |

## Demografia
| A partir de 1990: Població sense dobles comptes |